# ساپیز
ساپیز (به لاتین: Sapes) یک شهرک در یونان است که در Maroneia-Sapes Municipality واقع شده‌است.

## خواهرخوانده
شهر گالاتینا خواهرخواندهٔ ساپیز هست.